# インドゥストリア (小惑星)
インドゥストリア (389 Industria) は小惑星帯に位置する大きな小惑星であり、S型小惑星に分類される。小規模な小惑星族に含まれるという見方もあるが、その範囲はよくわかっていない。
フランスの天文学者、オーギュスト・シャルロワによってニースで発見され、ラテン語で「勤勉」を意味する言葉にちなんで命名された。